# Sphaerosoma hemisphaericum
Sphaerosoma hemisphaericum is een keversoort uit de familie Alexiidae. De wetenschappelijke naam van de soort is voor het eerst geldig gepubliceerd in 1899 door Ganglbauer.